# الداه سيدي أعمر طالب
الداه ولد سيدي ولد أعمر طالب الناصري (من مواليد 10 ديسمبر 1984) هو فقيه إسلامي وقاض ووزير موريتاني شغل منصب وزير الشؤون الإسلامية والتعليم الأصلي في حكومة الرئيس محمد ولد الغزواني طيلة مأموريته الأولى (منذ أغسطس 2019 حتى أغسطس 2024)، وهو أحد الوزراء القلائل الذين حضروا في حكومات غزواني الأربع بتعديلاتها الجزئية المختلفة في المأمورية الأولى، تحت إشراف الوزيرين الأوليْن إسماعيل ولد بده ولد الشيخ سيديا و‌محمد ولد بلال، وهو ثاني اثنين فقط استمرّا في جميع الحكومات بنفس الحقيبة، إلى جانب وزير الدفاع حننه ولد سيدي.